# Anderson Bruford Wakeman Howe Tour
Die Anderson Bruford Wakeman Howe Tour (auch bekannt als ABWH Tour oder An Evening of Yes Music Plus...) war die einzige weltweite Konzerttournee der britischen Progressive-Rock-Band Anderson, Bruford, Wakeman, Howe (ABWH), einem Ableger der Musikgruppe Yes. Die Tournee bewarb mit Anderson Bruford Wakeman Howe (1989) das namensgebende und einzige Album der Band und umfasste 74 Konzerte.

## Hintergrund
Im September 1988 hatte Sänger Jon Anderson die Gruppe Yes zum zweiten Mal verlassen, da er mit der zunehmend kommerzielleren Ausrichtung der Band zunehmend unzufrieden war und sich durch den immer größer werdenden Einfluss des Gitarristen und zusätzlichen Sängers Trevor Rabin als Hauptsongwriter und Bandleader vom kreativen Prozess ausgeschlossen fühlte. Nach seinem Ausstieg und nachdem er die Arbeiten an seinem Soloalbum In the City of Angels abgeschlossen hatte, verbrachte er einen Urlaub auf der griechischen Insel Hydra und schrieb dort zusammen mit Vangelis erste Songs für deren drittes Jon-&-Vangelis-Album Page of Life. Währenddessen kam Anderson zum ersten Mal auf die Idee, mit Steve Howe, Rick Wakeman und Bill Bruford, die gemeinsam mit ihm in den Jahren 1971 und 1972 bei Yes spielten, Musik zu machen. Das einzige fehlende Mitglied dieser Besetzung war Chris Squire, der in der damals aktuellen Version von Yes blieb.
Kurz vor Veröffentlichung des ABWH-Albums und der daran anschließenden Welttournee wurden Anderson, Bruford, Howe und Wakeman von den verbliebenen offiziellen Yes-Mitgliedern Tony Kaye, Trevor Rabin, Chris Squire und Alan White verklagt. Ziel war es, ABWH daran zu hindern, den Namen „Yes“ in ihrem Werbematerial zu erwähnen, die Musik von Yes anzudeuten, darauf aufmerksam zu machen, „welche der beiden Gruppen die echten Yes“ seien, und ihnen zu verbieten, über ihre frühere Mitgliedschaft bei Yes zu sprechen. Die Klage basierte auf einer Trennungsvereinbarung, die jedes frühere und gegenwärtige Mitglied von Yes im Mai 1984 geschlossen hatte und die festlegte, wer berechtigt war, den Namen „Yes“ zu verwenden; jeder „austretende Partner“ der Gruppe durfte den Namen nach einem bestimmten Datum nicht mehr verwenden oder erwähnen, dass er vorher in der Band war. Yes argumentierte, dass ABWH den Namen „Yes“ in einer Anzeige für die Los Angeles Times „fälschlicherweise umgewandelt“ habe, die ihr bevorstehendes Konzert als „an Evening of Yes Music plus…“ bewarb. ABWH reichten daraufhin am 5. Juni 1989 eine Gegenklage ein; ihre Anwälte bezeichneten die Klage von Yes als „einen ungeheuerlichen Versuch … die Medien und die Öffentlichkeit davon abzuhalten, die neue Aufnahme von ABWH mit ihrer zu vergleichen“. Laut dem damaligen Yes-Tourkoordinator Jim Halley „begannen die europäischen Veranstalter, den Namen Yes überall auf die Plakate zu klatschen … am Ende einigten sie sich“. Jon Anderson betonte: „Wir haben nie gesagt, wir seien Yes. Es war die Plattenfirma.“ Im Juni 1989 entschied ein US-Bezirksrichter, dass sich Anderson, Bruford, Howe und Wakeman bei der Werbung für ihre Tour auf ihr Yes-Erbe und -Material berufen könnten.
Die Tourproben fanden in den Nomis Studios in London statt. Aus Mangel an einem Bassisten und um einen volleren Konzertklang zu erzeugen, verpflichteten ABWH für die Tournee mit Milton McDonald (Gitarre), Julian Colbeck (Keyboards) und Tony Levin (Bass, Chapman Stick) drei Gastmusiker, die bereits an den Studioaufnahmen für das ABWH-Album beteiligt waren. Bill Bruford war zudem mit Tony Levin durch deren Zusammenarbeit in der Band King Crimson gut bekannt.
Das Bühnenbild der Tour war geprägt durch bewegliche Vari-Lite-Scheinwerfer und fest installierten Halogen-Scheinwerfer, sowie zwei von Roger Dean entworfenen Fiberglas-Beleuchtungssystemen, von denen sich eines in Form eines korallenartigen Geflechtes im hinteren Bühnenbereich befand und ein anderes um Rick Wakemans Keyboardarsenal herum konstruiert war. Ein Gefüge aus Treppen und erhöhten Ebenen, auf denen sich Bill Bruford und die drei Tournee-Musiker befanden, vervollständigte das Bühnenbild.
Die Anderson Bruford Wakeman Howe Tour startete am 29. Juli 1989 in Memphis (Tennessee), fand ihren Abschluss am 23. März 1990 in New York City und führte die Band durch Nordamerika, Europa und Asien. Obwohl der Bandname „Yes“ nur beiläufig im Tourmotto auf Konzertplakaten erwähnt wurde, war die Tournee dennoch ein großer Erfolg und auch das ausgewogene Musikprogramm aus aktuellen ABWH-Songs und altem Yes-Material, das sich hauptsächlich auf die Alben The Yes Album, Fragile und Close to the Edge konzentrierte, konnte das Live-Publikum überzeugen. Für teilweise Kritik sorgte lediglich Bill Bruford, der für seine Schlagzeug- und Percussion-Einlagen ausschließlich elektronische Drumpads der Firma Simmons nutzte, wodurch vor allem die alten Yes-Songs in den Ohren einiger Fans etwas steril klangen.
Der überwiegend positive Tourneeverlauf während des ersten Nordamerika-Abschnitts kam plötzlich kurzzeitig zum Erliegen, als sich Tony Levin durch den Verzehr salmonellenhaltiger Nahrung eine Lebensmittelvergiftung zuzog. Von den verbliebenen acht Konzerten mussten daher vier Shows kurzfristig abgesagt werden, für die weiteren vier Auftritte konnte kurzfristig der Bassist Jeff Berlin verpflichtet werden.
Levin konnte sich jedoch schnell erholen und die restlichen Konzerte der Tournee ohne Probleme absolvieren.
Die Konzerte in Deutschland im November 1989 fielen mit dem Fall der Berliner Mauer und der Öffnung der innerdeutschen Grenze in der Nacht vom 9. auf den 10. November 1989 zusammen. Aus diesem Anlass widmete Jon Anderson bei diesen Auftritten den Song The Meeting allen Menschen in Ost- und West-Deutschland.
Nach Abschluss der Tournee begannen ABWH die Arbeit an einem geplanten zweiten Album, das den Titel Dialogue tragen sollte, jedoch aufgrund der Fusion der ABWH-Gruppe mit der konkurrierenden Yes-Hauptband nie fertiggestellt werden konnte und die bis dahin entstandenen Songs auf dem nächsten Yes-Album Union mit acht Bandmitgliedern veröffentlicht wurden. Auch eine weitere ABWH-Tournee fand nach 1990 nicht mehr statt.

## Liveaufnahmen
Das Konzert am 9. September 1989 im Shoreline Amphitheatre in Mountain View (Kalifornien) wurde zum Zweck einer Liveausstrahlung im US-amerikanischen Radioprogramm The King Biscuit Flower Hour und im Pay-TV aufgenommen und gefilmt und erschien 1993 unter dem Titel An Evening of Yes Music Plus… als Livealbum und VHS. 2007 erfolgte auf dem Label Voiceprint/Gonzo die Veröffentlichung der Show auf DVD.
Eine weitere Aufnahme dieser Tournee erschien 2012 mit dem Livealbum ABWH Live at the NEC, welches eine Aufnahme der Show in Birmingham vom 24. Oktober 1989 beinhaltet.

## Setlist

### Beispiel-Setlist
- Intro (The Young Person’s Guide to the Orchestra)
- Jon Anderson Acoustic Medley (Time and a Word/Owner of a Lonely Heart/Teakbois)
- Clap
- Mood for a Day
- Rick Wakeman Keyboard Solo (Gone But Not Forgotten/Catherine Parr/Merlin the Magician)
- Long Distance Runaround
- Bill Bruford Drum Solo
- Birthright
- And You and I
- I’ve Seen All Good People
- Close to the Edge
- Themes (Sound/Second Attention/Soul Warrior)
- Brother of Mine
- The Meeting
- Heart of the Sunrise
- Order of the Universe
- Roundabout
- Starship Trooper

## Tourdaten
| Nr.                 | Datum               | Stadt               | Land                | Veranstaltungsort                          | Anmerkungen                                   |
| Leg 1 – Nordamerika | Leg 1 – Nordamerika | Leg 1 – Nordamerika | Leg 1 – Nordamerika | Leg 1 – Nordamerika                        | Leg 1 – Nordamerika                           |
| ------------------- | ------------------- | ------------------- | ------------------- | ------------------------------------------ | --------------------------------------------- |
| 1                   | 29. Juli 1989       | Memphis             | Vereinigte Staaten  | Mud Island Amphitheater                    |                                               |
| 2                   | 30. Juli 1989       | Atlanta             | Vereinigte Staaten  | Chastain Park Amphitheater                 |                                               |
| 3                   | 1. August 1989      | Hampton             | Vereinigte Staaten  | Coliseum                                   |                                               |
| 4                   | 2. August 1989      | Harrisburg          | Vereinigte Staaten  | Riverside Stadium                          |                                               |
| 5                   | 3. August 1989      | Philadelphia        | Vereinigte Staaten  | Spectrum                                   |                                               |
| 6                   | 4. August 1989      | Uniondale           | Vereinigte Staaten  | Nassau Veterans Memorial Coliseum          |                                               |
| 7                   | 5. August 1989      | Columbia            | Vereinigte Staaten  | Merriweather Post Pavilion                 |                                               |
| 8                   | 6. August 1989      | Mansfield           | Vereinigte Staaten  | Great Woods Center for the Performing Arts |                                               |
| 9                   | 8. August 1989      | Manchester          | Vereinigte Staaten  | Riverfront Park                            |                                               |
| 10                  | 9. August 1989      | Middletown          | Vereinigte Staaten  | Orange County Fairgrounds Speedway         |                                               |
| 11                  | 10. August 1989     | Wantagh             | Vereinigte Staaten  | Jones Beach Marine Theater                 |                                               |
| 12                  | 11. August 1989     | Hartford            | Vereinigte Staaten  | Civic Center                               |                                               |
| 13                  | 12. August 1989     | Old Orchard Beach   | Vereinigte Staaten  | The Ballpark                               |                                               |
| 14                  | 13. August 1989     | Holmdel             | Vereinigte Staaten  | Garden State Arts Center                   |                                               |
| 15                  | 15. August 1989     | Pittsburgh          | Vereinigte Staaten  | A.J. Palumbo Center                        |                                               |
| 16                  | 16. August 1989     | Cuyahoga Falls      | Vereinigte Staaten  | Blossom Music Center                       |                                               |
| 17                  | 17. August 1989     | Weedsport           | Vereinigte Staaten  | Cayuga County Fairgrounds Speedway         |                                               |
| 18                  | 18. August 1989     | Darien              | Vereinigte Staaten  | Darien Lake Performing Arts Center         |                                               |
| 19                  | 19. August 1989     | Clarkston           | Vereinigte Staaten  | Pine Knob Music Theatre                    |                                               |
| 20                  | 20. August 1989     | Hoffman Estates     | Vereinigte Staaten  | Poplar Creek Music Theater                 |                                               |
| 21                  | 22. August 1989     | Toronto             | Kanada              | Exhibition Stadium                         |                                               |
| 22                  | 23. August 1989     | Ottawa              | Kanada              | Landsdowne Park                            |                                               |
| 23                  | 24. August 1989     | Montréal            | Kanada              | Forum                                      |                                               |
| 24                  | 25. August 1989     | Quebec City         | Kanada              | Agora du Vieux-Port                        |                                               |
| 25                  | 28. August 1989     | Houston             | Vereinigte Staaten  | The Summit                                 |                                               |
| xx                  | 29. August 1989     | Dallas              | Vereinigte Staaten  | Coca-Cola Starplex Amphitheater            |                                               |
| xx                  | 31. August 1989     | Bonner Springs      | Vereinigte Staaten  | Sandstone Amphitheater                     |                                               |
| xx                  | 1. September 1989   | Morrison            | Vereinigte Staaten  | Red Rocks Amphitheatre                     |                                               |
| xx                  | 2. September 1989   | Park City           | Vereinigte Staaten  | ParkWest Amphitheatre                      |                                               |
| 26                  | 4. September 1989   | San Diego           | Vereinigte Staaten  | SDSU Open Air Theatre                      |                                               |
| 27                  | 5. September 1989   | Costa Mesa          | Vereinigte Staaten  | Pacific Amphitheatre                       |                                               |
| 28                  | 6. September 1989   | Los Angeles         | Vereinigte Staaten  | Greek Theatre                              |                                               |
| 29                  | 7. September 1989   | Los Angeles         | Vereinigte Staaten  | Greek Theatre                              |                                               |
| 30                  | 8. September 1989   | Santa Barbara       | Vereinigte Staaten  | County Bowl                                |                                               |
| 31                  | 9. September 1989   | Mountain View       | Vereinigte Staaten  | Shoreline Amphitheatre                     |                                               |
| 32                  | 10. September 1989  | Sacramento          | Vereinigte Staaten  | Cal Expo Amphitheatre                      |                                               |
| Leg 2 – Europa      |                     |                     |                     |                                            |                                               |
| 33                  | 20. Oktober 1989    | Whitley Bay         | England             | Ice Rink                                   |                                               |
| 34                  | 21. Oktober 1989    | Edinburgh           | Schottland          | Playhouse Theatre                          |                                               |
| 35                  | 22. Oktober 1989    | Edinburgh           | Schottland          | Playhouse Theatre                          |                                               |
| 36                  | 24. Oktober 1989    | Birmingham          | England             | National Exhibition Centre                 |                                               |
| 37                  | 25. Oktober 1989    | Birmingham          | England             | National Exhibition Centre                 |                                               |
| 38                  | 28. Oktober 1989    | London              | England             | Wembley Arena                              |                                               |
| 39                  | 29. Oktober 1989    | London              | England             | Wembley Arena                              |                                               |
| 40                  | 2. November 1989    | Brüssel             | Belgien             | Forest National                            |                                               |
| 41                  | 3. November 1989    | Rotterdam           | Niederlande         | Sportpaleis Ahoy’                          |                                               |
| 42                  | 5. November 1989    | Hamburg             | Deutschland         | Alsterdorfer Sporthalle                    |                                               |
| 43                  | 6. November 1989    | Frederiksberg       | Danemark            | Falkoner Teatret                           |                                               |
| 44                  | 8. November 1989    | Stockholm           | Schweden            | Johanneshovs Isstadion                     |                                               |
| 45                  | 9. November 1989    | Lillestrøm          | Norwegen            | Skedsmohallen                              |                                               |
| 46                  | 11. November 1989   | Köln                | Deutschland         | Sporthalle                                 |                                               |
| 47                  | 12. November 1989   | Kassel              | Deutschland         | Stadthalle                                 |                                               |
| 48                  | 13. November 1989   | München             | Deutschland         | Rudi-Sedlmayer-Halle                       |                                               |
| 49                  | 14. November 1989   | Stuttgart           | Deutschland         | Schleyerhalle                              |                                               |
| 50                  | 16. November 1989   | Frankfurt am Main   | Deutschland         | Festhalle                                  |                                               |
| 51                  | 17. November 1989   | Würzburg            | Deutschland         | Carl-Diem-Halle                            |                                               |
| 52                  | 18. November 1989   | Basel               | Schweiz             | St. Jakobshalle                            |                                               |
| 53                  | 19. November 1989   | Paris               | Frankreich          | Palais Omnisport de Bercy                  |                                               |
| 54                  | 20. November 1989   | Turin               | Italien             | PalaRuffini                                |                                               |
| 55                  | 21. November 1989   | Mailand             | Italien             | Palatrussardi                              |                                               |
| 56                  | 23. November 1989   | Rom                 | Italien             | PalaEUR                                    |                                               |
| xx                  | 24. November 1989   | Modena              | Italien             | PalaPanini                                 |                                               |
| xx                  | 25. November 1989   | Grenoble            | Frankreich          | Le Summum                                  |                                               |
| xx                  | 26. November 1989   | Montpellier         | Frankreich          | Le Zénith Sud                              |                                               |
| xx                  | 27. November 1989   | Toulouse            | Frankreich          | Palais des Sports                          |                                               |
| xx                  | 29. November 1989   | Barcelona           | Spanien             | Palau Municipal d’Esports                  | verlegt auf den 21. Februar 1990              |
| xx                  | 30. November 1989   | Madrid              | Spanien             | Palacio de los Deportes                    | verlegt auf den 22. Februar 1990              |
| 57                  | 21. Februar 1990    | Barcelona           | Spanien             | Palau Municipal d’Esports                  |                                               |
| 58                  | 22. Februar 1990    | Madrid              | Spanien             | Palacio de los Deportes                    |                                               |
| 59                  | 23. Februar 1990    | Saragossa           | Spanien             | Palacio de los Deportes                    |                                               |
| Leg 3 – Asien       |                     |                     |                     |                                            |                                               |
| 60                  | 1. März 1990        | Tokio               | Japan               | NHK Hall                                   |                                               |
| 61                  | 2. März 1990        | Tokio               | Japan               | NHK Hall                                   |                                               |
| 62                  | 4. März 1990        | Tokio               | Japan               | NHK Hall                                   |                                               |
| 63                  | 5. März 1990        | Osaka               | Japan               | Festival Hall                              |                                               |
| 64                  | 7. März 1990        | Yokohama            | Japan               | Cultural Gymnasium                         |                                               |
| 65                  | 8. März 1990        | Tokio               | Japan               | NHK Hall                                   |                                               |
| Leg 4 – Nordamerika |                     |                     |                     |                                            |                                               |
| 66                  | 12. März 1990       | Vancouver           | Kanada              | Pacific Coliseum                           |                                               |
| 67                  | 13. März 1990       | Spokane             | Vereinigte Staaten  | Opera House                                |                                               |
| 68                  | 14. März 1990       | Portland            | Vereinigte Staaten  | Chiles Center                              |                                               |
| 69                  | 15. März 1990       | Seattle             | Vereinigte Staaten  | Paramount Theatre                          |                                               |
| xx                  | 17. März 1990       | New York City       | Vereinigte Staaten  | Radio City Music Hall                      | Arista Records – The 15th Anniversary Concert |
| 70                  | 18. März 1990       | Richmond            | Vereinigte Staaten  | The Mosque                                 |                                               |
| 71                  | 19. März 1990       | Philadelphia        | Vereinigte Staaten  | Spectrum                                   |                                               |
| 72                  | 20. März 1990       | Boston              | Vereinigte Staaten  | Wang Center for the Performing Arts        |                                               |
| 73                  | 22. März 1990       | Washington, D.C.    | Vereinigte Staaten  | DAR Constitution Hall                      |                                               |
| 74                  | 23. März 1990       | New York City       | Vereinigte Staaten  | Madison Square Garden                      |                                               |

## Band
- Jon Anderson: Gesang
- Bill Bruford: Schlagzeug, Percussion
- Steve Howe: Gitarre, Pedal-Steel-Gitarre, Hintergrundgesang
- Rick Wakeman: Keyboards
- Julian Colbeck: zusätzliche Keyboards, Hintergrundgesang
- Tony Levin (nicht zwischen dem 4. und 10. September 1989): Bass, Chapman Stick, Hintergrundgesang
- Milton McDonald: zusätzliche Gitarren, Hintergrundgesang
- Jeff Berlin (nur zwischen dem 4. und 10. September 1989): Bass, Hintergrundgesang